# Doridoxa benthalis
Doridoxa benthalis Barnard, 1963 è un mollusco nudibranchio della famiglia Doridoxidae.

## Distribuzione e habitat
La specie è diffusa nelle acque della parte meridionale della Groenlandia.

## Tassonomia
È stata descritta nel 1963 da Keppel Harcourt Barnard (1887-1964), zoologo sudafricano specializzato nei nudibranchi. Uno studio del 2001 ne ha confermato lo status di specie distinta da Doridoxa ingolfiana.